# Газопровід М’янма – Китай
Газопровід М’янма – Китай – трубопровід, споруджений в середині 2010-х років для поставок продукції офшорного газового родовища Шве.
Газопровід берез початок від Шве, виходить на суходіл в районі порту Kyaukryu на острові Ramree (штат Ракхайн) та далі прямує через адміністративні області Магуе, Мандалай і штат Шан. Кінцевим пунктом маршруту є столиця китайської провінції Юньнань місто Куньмін. Загальна довжина трубопроводу складає 2520 км, в т.ч. 793 км м’янмарська та 1727 км китайська ділянки. 
Офшорна частина системи завдовжки 111 км виконана в діаметрі 800 мм, тоді як на суходолі використали труби діаметром 1000 мм. На території М'янми первісно не зводили компресорних станцій, проте у відповідності до проекту під них зарезервували земельні ділянки.
Пропускна здатність газопроводу становить 13 млрд. м3 на рік, з яких 1 млрд. м3 зарезервовано для постачання внутрішнім споживачам самої М’янми. Останнє відбувається завдяки спорудженню кількох перемичок із системою Північ – Південь, через які, зокрема, отримують живлення ТЕС М'їнджан від компанії Sembcorp, ТЕС М'їнджан від компанії V-Power, ТЕС К'яуксе та ТЕС Беллін (крім того, в районі виходу офшорної ділянки системи на суходіл знаходиться ТЕС К'яукп'ю).
Будівництво об’єкту розпочалось у 2010 році, а введення в експлуатацію припало на 2013-й. Вартість проекту становила біля 1 млрд. доларів США, а серед його учасників окрім китайців також були місцева Myanmar Oil and Gas Enterprise (MOGE), корейські Daewoo International та KOGAS, а також індійські Indian Oil та GAIL (всі вони є учасниками розробки Шве) .
Можливо відзначити, що газопровід прокладено в одному коридорі з нафтопроводом, який призначено для транспортуванню до Китаю близькосхідної нафти без перевезень через Малаккську протоку.